# 美國內戰前時期
Antebellum是一個拉丁語單字，意思為戰爭之前（ante意指「以前」；bellum意指「戰爭」）。在美國歷史及史學史當中，這個單字一般是指美國內戰以前，一段地方本位主義逐漸增長的時代，在英語中又稱「pre-Civil War」。一般認為這段期間始於1854年堪薩斯-內布拉斯加法（Kansas-Nebraska Act）通過，有時更往前推到1812年。此時期有時也稱舊南方（Old South）。相對而言，在內戰結束後的時期稱作戰後（postbellum）或重建（reconstruction）時期。

## 外部連結
- Antebellum Slavery (PBS) （页面存档备份，存于）
- Aspects of the Antebellum Christmas
- Documenting the American South (University of North Carolina at Chapel Hill （页面存档备份，存于）
- Antebellum American History, 1814-1864 University of Colorado.